# 順天鄉大學
順天鄉大學（韩语：／ Soonchunhyang DaeHakkyo）是位於大韓民國忠清南道牙山市的一所私立大學。學校還包括一個位於天安市的醫學院。

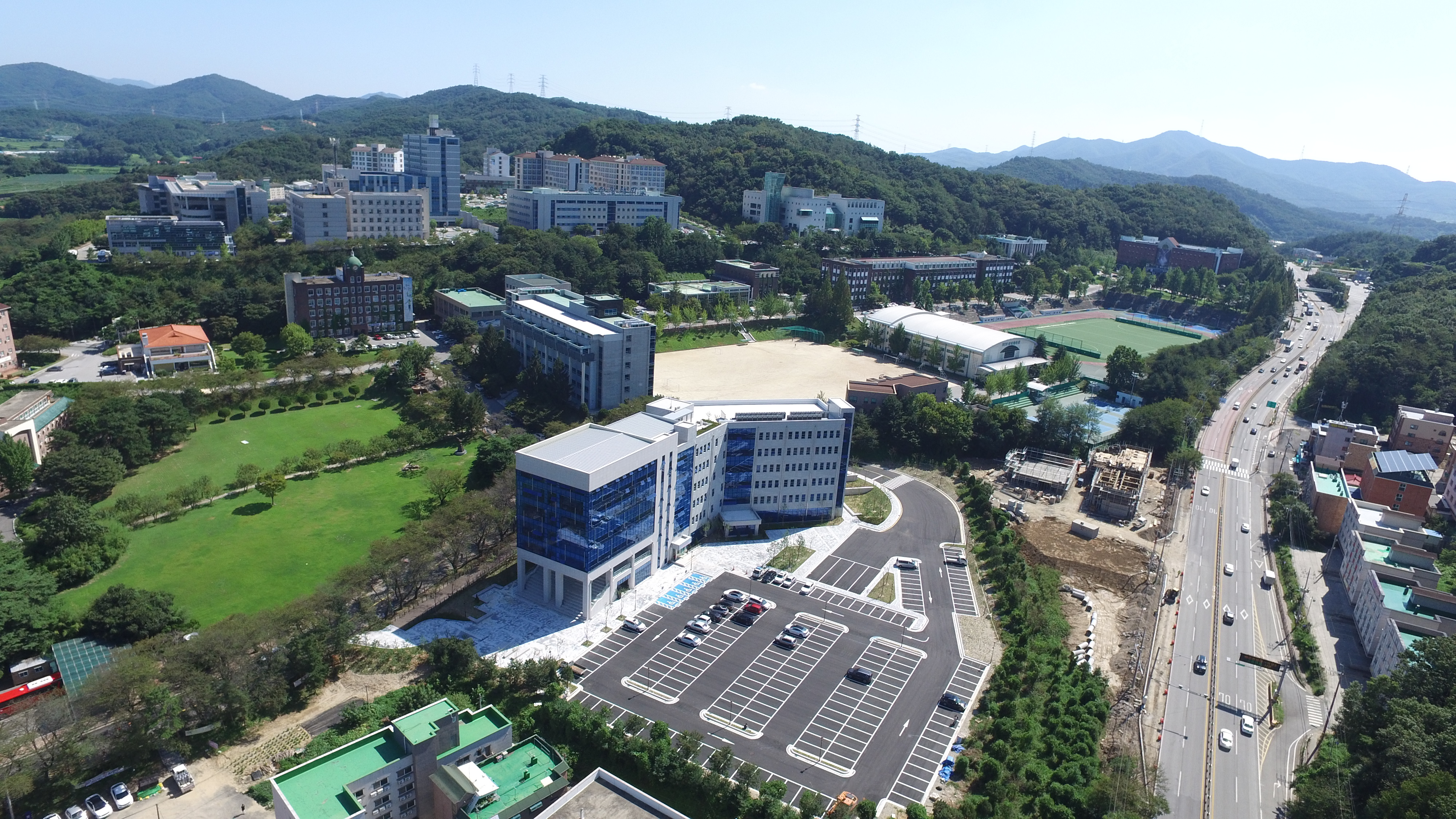
順天鄉大學全景

1978年學校由徐錫祖創辦，1990年升格為大學，校名改為順天鄉大學。校名順天鄉，素有“順天意之村”之稱，韓文簡稱順天鄉大，英文簡稱SCH。建校時，醫學院為單一學院制，但隨著規模的擴大，現在由8個學院、50個本科專業、普通研究生院、5個特殊研究生院組成。

## 學院

### 本科
- 醫學院
- 自然科學學院
- 人文社會科學學院
- 世界商學院
- 工程學院
- 西南融合學院
- 醫療科學大學院
- SCH媒體實驗室
- 創意生活大學院
- Hyangseol Nanum大學院
- 企業學院

### 研究生院
- 一般研究生院
- 教育學研究科
- 健康科學研究生院
- 法醫學研究生院
- 未來融合研究生院
- 創意生活研究生院

## 校區

### 新昌校區

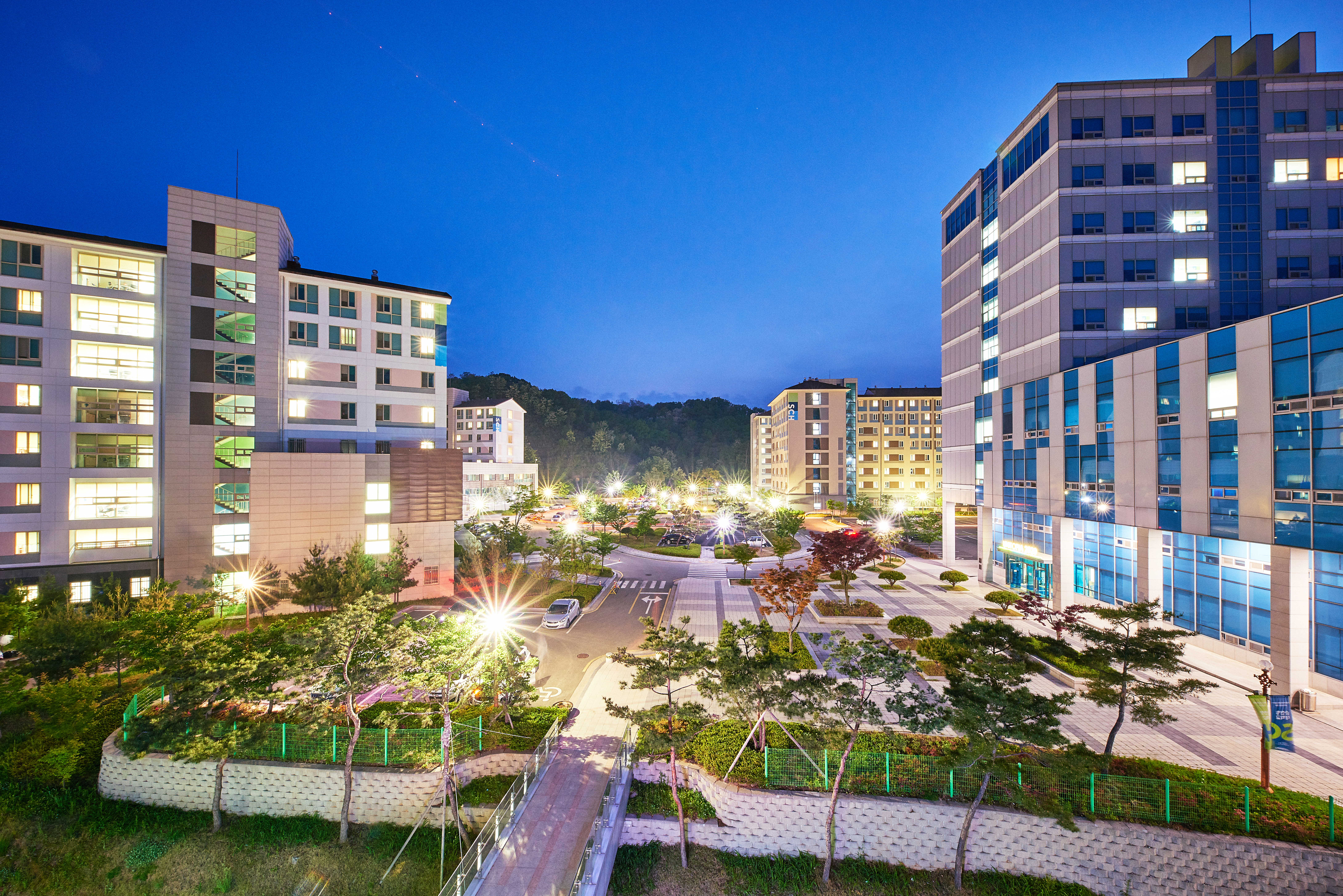
新昌校區宿舍樓

順天鄉大學設有醫學院、醫學學院、自然科學學院、工學院、人文社會科學學院、全球經營學院、SCH媒體實驗室、Hyangseol Nanum學院、SW融合學院、創意生活學院、企業學院等。下設11個學院和6個研究生院（普通研究生院、教育研究生院、健康科學研究生院、法學研究生院、未來融合研究生院、創意生活研究生院）。

### 天安校區

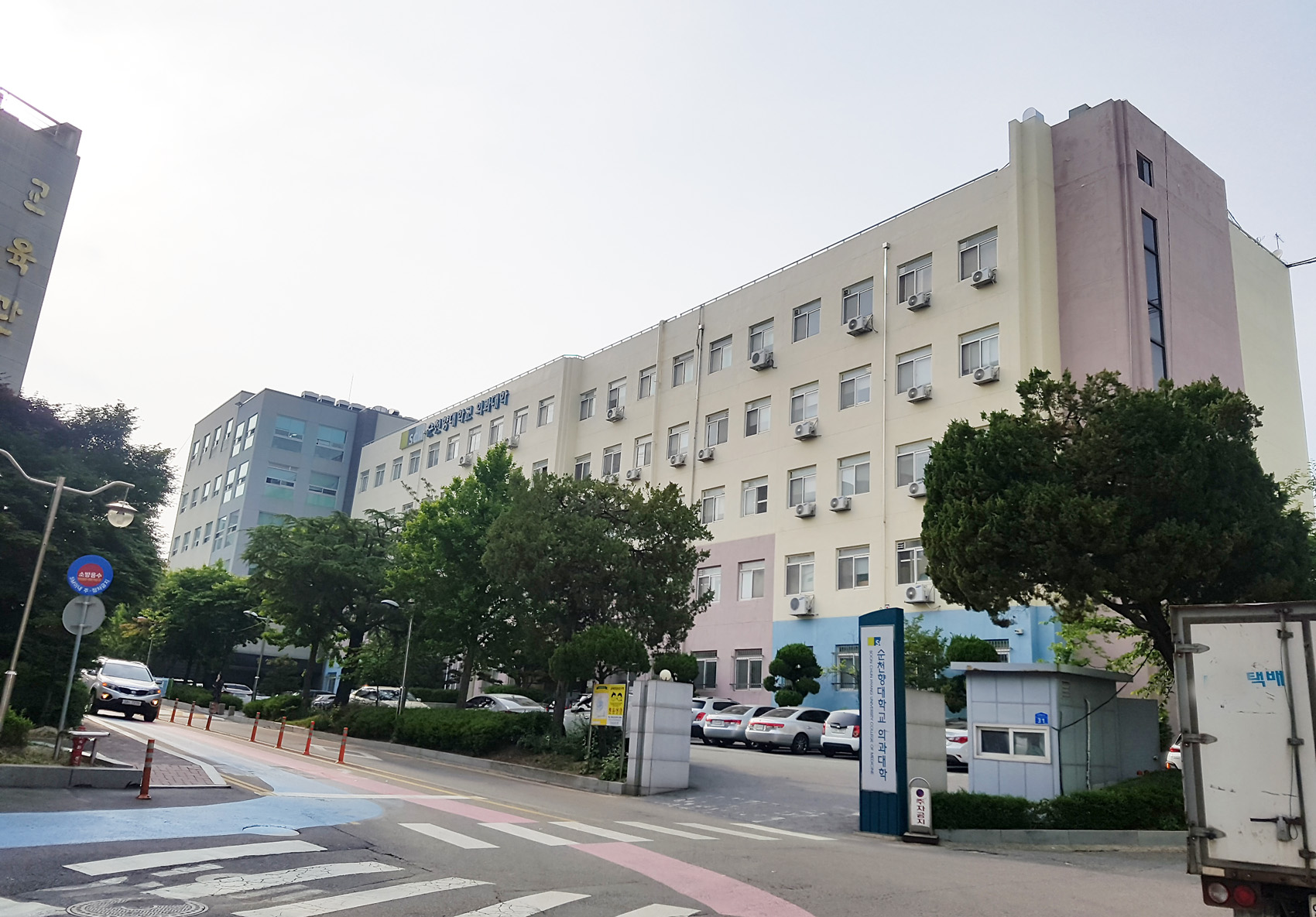
順天鄉大學醫學院大門

天安校區位於天安市鳳明洞順天鄉大學天安醫院旁邊，設有醫學院的醫學系和護理系。

## 校友
- 全卢民
- 朴柱奉
- 吴熙俊
- 丁文晟